# Василенко, Олег Трофимович
Олег Трофимович Василенко (1931—2003) — генерал-майор Советской Армии.

## Биография
Олег Василенко родился 23 мая 1931 года в Таганроге. В 1949 году он окончил Уфимскую школу рабочей молодёжи, после чего поступил на учёбу в Уфимский авиационный институт, но проучился в нём лишь два года. В Советской Армии с 1952 года. В 1955 году Василенко окончил Московское военно-инженерное училище, в 1978 году — Военную инженерную академию имени В. В. Куйбышева.
Служил на высоких командных должностях в инженерных частях. Командовал инженерными войсками 1-й гвардейской общевойсковой армии, 39-й армии, Уральского и Прибалтийского военных округов, Центральной группы войск. В 1980—1981 годах находился в Афганистане в качестве военного советника и специалиста, принимал участие в боевых операциях.
В 1987 году в звании генерал-майора Василенко был уволен в запас. Проживал в Смоленске. Скончался 5 декабря 2003 года, похоронен на кладбище посёлка Красный Бор в черте Смоленска.
Был награждён орденом «За службу Родине в Вооруженных Силах СССР» 3-й степени и рядом медалей.